# Megan Arvon Lloyd George

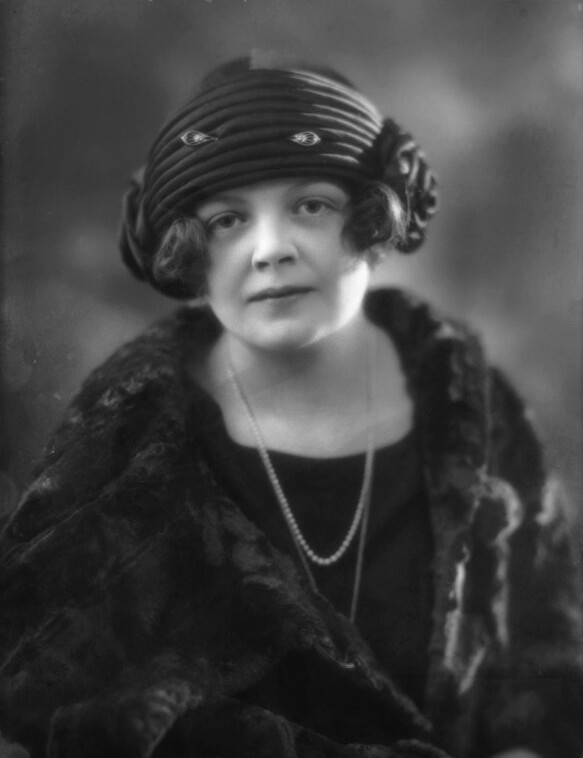
Lady Megan Arvon Lloyd George 1923

Lady Megan Arvon Lloyd George (* 22. April 1902; † 14. Mai 1966), geboren als Megan Arvon George, war eine walisische Politikerin, jüngste Tochter von David Lloyd George und das erste weibliche Member of Parliament (MP) für einen walisischen Wahlbezirk. Sie war auch stellvertretende Vorsitzende der Liberal Party, bevor sie später Mitglied der Labour Party wurde. Im Jahr 2016 wurde sie als eine der „50 größten walisischen Männer und Frauen aller Zeiten“ bezeichnet.
Von Königin Elizabeth wurde ihr der Orden Order of the Companions of Honour verliehen.